# لیندا لاوبنستاین
لیندا لاوبنستاین (انگلیسی: Linda Laubenstein; ۲۱ مهٔ ۱۹۴۷ – ۱۵ اوت ۱۹۹۲) پزشک اهل ایالات متحده آمریکا بود.
لیندا جین لاوبنشتاین (۲۱ مه ۱۹۴۷ – ۱۵ اوت ۱۹۹۲) یک پزشک آمریکایی و از پیشگامان پژوهش در زمینه اچ‌آی‌وی/ایدز بود. او یکی از نخستین پزشکانی در ایالات متحده بود که به همه‌گیری اچ‌آی‌وی/ایدز در اوایل دهه ۱۹۸۰ پی برد و اولین مقاله‌ای که ایدز را به سارکوم کاپوسی مرتبط می‌کرد، با همکاری او نوشته شد.
لاوبنشتاین در بارینگتون (رود آیلند) بزرگ شد. او در کودکی به فلج اطفال مبتلا شد که منجر به پاراپلژی او گردید و تا پایان عمر از ویلچر استفاده می‌کرد. وی در سال ۱۹۶۹ از کالج بارنارد فارغ‌التحصیل شد و سپس مدرک پزشکی خود را از دانشکده پزشکی دانشگاه نیویورک دریافت کرد، جایی که در زمینه خون‌شناسی و سرطان‌شناسی تخصص یافت. او بعداً به عنوان استاد بالینی فعالیت کرد اما برای تمرکز بر درمان بیماران مبتلا به ایدز، از دانشگاه خارج شد و در مطب شخصی‌اش به درمان آنان پرداخت. علاوه بر فعالیت‌های پزشکی، او یک فعال برجسته در زمینه ایدز بود و سازمان غیرانتفاعی Multitasking را بنیان نهاد که به افراد مبتلا به ایدز فرصت‌های شغلی ارائه می‌داد.
پس از درگذشت لاوبنشتاین در سال ۱۹۹۲ در سن ۴۵ سالگی، اداره بهداشت ایالت نیویورک جایزه‌ای را به نام او برای پزشکان فعال در زمینه اچ‌آی‌وی/ایدز تأسیس کرد. او همچنین در نمایشنامه قلب طبیعی اثر لری کریمر و اقتباس سینمایی آن قلب طبیعی (فیلم) مورد تجلیل قرار گرفت.

## اوایل زندگی
لیندا لاوبنشتاین در ۲۱ مه ۱۹۴۷ در بوستون، ماساچوست، از پدر و مادری به نام‌های پریسیلا و جرج لاوبنشتاین متولد شد. او در بارینگتون (رود آیلند) رشد کرد. مادرش معلم آموزش ویژه در مقطع پیش‌دبستانی بود و پدرش به عنوان مأمور خرید در شرکت Providence Gas فعالیت می‌کرد. در کودکی به آسم شدید مبتلا شد و در پنج‌سالگی به فلج اطفال دچار شد. او برای جلوگیری از نارسایی تنفسی به مدت سه ماه در ریه آهنی قرار داشت و در نهایت پاراپلژی شد، و تا پایان عمر از ویلچر استفاده می‌کرد. به دلیل عدم توانایی حضور فیزیکی در مدرسه ابتدایی، یک سیستم ارتباطی داخلی از کلاس درس به خانه او متصل شد. دبیرستان او فاقد آسانسور بود، بنابراین هنگامی که کلاس‌هایش در طبقه دوم برگزار می‌شد، اعضای تیم فوتبال مدرسه او را به بالا و پایین پله‌ها حمل می‌کردند. او کالج بارنارد را انتخاب کرد، زیرا محیط دانشگاه برای استفاده از ویلچر مناسب بود. او که قصد داشت پزشک شود، عمدتاً دروس علمی را انتخاب کرد. سپس به تحصیل در دانشکده پزشکی دانشگاه نیویورک پرداخت و در سال ۱۹۷۳ مدرک پزشکی خود را دریافت کرد. او تا سال ۱۹۷۸ دوره‌های کارآموزی، رزیدنتی و فلوشیپ خود را به پایان رساند.

## حرفه
متخصص خون‌شناسی و سرطان‌شناسی و استاد بالینی در مرکز پزشکی دانشگاه نیویورک، لابنشتاین یکی از نخستین افرادی در ایالات متحده بود که به ظهور همه‌گیرشناسی اچ‌آی‌وی/ایدز پی برد. او در حالی که در یک مطب خصوصی در نیویورک مشغول به کار بود، افزایش ناگهانی موارد ابتلا به سارکوم کاپوسی—یک نوع نادر سرطان که بعدها به عنوان یک بیماری تعریف‌کننده ایدز شناخته شد—را در میان مردان همجنس‌گرای جوان مبتلا به کمبود ایمنی مشاهده کرد. وی به همراه آلوین فریدمن-کاین، یک پوست‌شناس، نخستین مقاله منتشرشده دربارهٔ ظهور سارکوم کاپوسی در مردان همجنس‌گرا را تألیف کرد.
نخستین بیمار مبتلا به سارکوم کاپوسی که او در سال ۱۹۷۹ تشخیص داد، مردی همجنس‌گرا با بثورات گسترده پوستی و گره‌های لنفاوی بزرگ‌شده بود. دو هفته بعد، همکاری از او خواست که بیمار دیگری با همان بیماری را معاینه کند. این دو مرد، که هر دو با گاتان دوگاس—فردی که اغلب «بیمار صفر» ایدز در آمریکای شمالی خوانده می‌شود—دوست بودند، به لابنشتاین گفتند که دوگاس نیز دچار بثورات مشابهی است. در سال ۱۹۸۱، هنگامی که دوگاس، شهروندی کانادایی، دربارهٔ سارکوم کاپوسی شنید، از مونترآل به نیویورک آمد تا با لابنشتاین و فریدمن-کاین مشورت کند و به‌طور ماهانه برای شیمی‌درمانی به مطب آن‌ها مراجعه می‌کرد. تا سال ۱۹۸۲، لابنشتاین ۶۲ بیمار مبتلا به سارکوم کاپوسی را درمان کرده بود. او بعدها سمت دانشگاهی خود را ترک کرد تا تمرکز خود را بر درمان بیماران مبتلا به ایدز در مطب خصوصی‌اش بگذارد.
در سال ۱۹۸۳، لابنشتاین «صندوق پژوهشی سارکوم کاپوسی» را بنیان نهاد. در همان سال، او و فریدمن-کاین نخستین همایش پزشکی در سطح ملی دربارهٔ ایدز را در دانشگاه نیویورک ترتیب دادند. مجموعه‌ای از تحقیقات ارائه‌شده در این کنفرانس در سال ۱۹۸۴ در کتابی با عنوان ایدز: همه‌گیری سارکوم کاپوسی و عفونت‌های فرصت‌طلب منتشر شد که توسط لابنشتاین و فریدمن-کاین ویرایش شده بود.
در سال ۱۹۸۶، او و جفری بی. گرین یک سازمان غیرانتفاعی به نام «Multitasking» را تأسیس کردند. این سازمان که خدمات اداری به شرکت‌ها ارائه می‌داد، از بیماران مبتلا به ایدز که به دلیل بیماری خود شغلشان را از دست داده بودند، حمایت می‌کرد و به آن‌ها در یافتن فرصت‌های شغلی جدید کمک می‌کرد. گرین، لابنشتاین را «برترین پزشک ایدز» خواند، چرا که او با تعهد و دلسوزی فراوان از بیمارانش مراقبت می‌کرد، حتی در حالی که خود از ویلچر استفاده می‌کرد، به ملاقات بیماران در خانه‌هایشان می‌رفت. در دورانی که بسیاری از پزشکان از درمان بیماران مبتلا به ایدز خودداری می‌کردند، همکار او، جیمز ورنز، متخصص سرطان‌شناسی، به‌طور محبت‌آمیزی اشاره کرد که لابنشتاین گاهی با لقب «زن سرسخت روی چرخ‌ها» یاد می‌شد، چرا که در مواجهه با دیگر پزشکان، برخوردی جدی و قاطع داشت.
لابنشتاین همچنین از فعالان برجسته در حوزه ایدز بود و از دولت آمریکا به دلیل آنچه که او بی‌میلی در مقابله با همه‌گیری ایدز می‌دانست، به شدت انتقاد کرد. او همچنین نسبت به کلیسای کاتولیک به دلیل برخوردش با همجنس‌گرایان زن و مرد انتقاد داشت. برخی از دیدگاه‌های او باعث ایجاد جنجال در میان سایر فعالان حقوق همجنس‌گرایان شد، از جمله درخواست او برای تعطیلی حمام‌های همجنس‌گرایان مرد به منظور جلوگیری از رفتارهای پرخطر جنسی و کاهش انتقال اچ‌آی‌وی. نمایشنامه‌نویس لری کریمر، که پس از درمان شریک زندگی‌اش توسط لابنشتاین با او دوست شد، گفته است که لابنشتاین «احتمالاً نخستین پزشکی بود که پیشنهاد داد ما [مردان همجنس‌گرا] به‌طور کامل از داشتن رابطه جنسی دست بکشیم».